# Pławno (gromada w powiecie szczecineckim)
Pławno (od 1 I 1958 Czaplinek) – dawna gromada, czyli najmniejsza jednostka podziału terytorialnego Polskiej Rzeczypospolitej Ludowej w latach 1954–1972.
Gromady, z gromadzkimi radami narodowymi (GRN) jako organami władzy najniższego stopnia na wsi, funkcjonowały od reformy reorganizującej administrację wiejską przeprowadzonej jesienią 1954 do momentu ich zniesienia z dniem 1 stycznia 1973, tym samym wypierając organizację gminną w latach 1954–1972.
Gromadę Pławno z siedzibą GRN w Pławnie utworzono – jako jedną z 8759 gromad na obszarze Polski – w powiecie szczecineckim w woj. koszalińskim na mocy uchwały nr 43/54 WRN w Koszalinie z dnia 5 października 1954. W skład jednostki wszedł obszar dotychczasowej gromady Żelisławie ze zniesionej gminy Czaplinek w powiecie szczecineckim oraz obszary dotychczasowych gromad Pławno, Studniczka i Psie Głowy wraz z obszarem Kaleńsko z dotychczasowej gromady Bobrowo ze zniesionej gminy Świerczyna w powiecie drawskim w tymże województwie. Dla gromady ustalono 9 członków gromadzkiej rady narodowej.
1 stycznia 1958 gromadę Pławno zniesiono przez przeniesienie siedziby GRN z Pławna do Czaplinka i zmianę nazwy jednostki na gromada Czaplinek.